# Krzysztof Dziadak

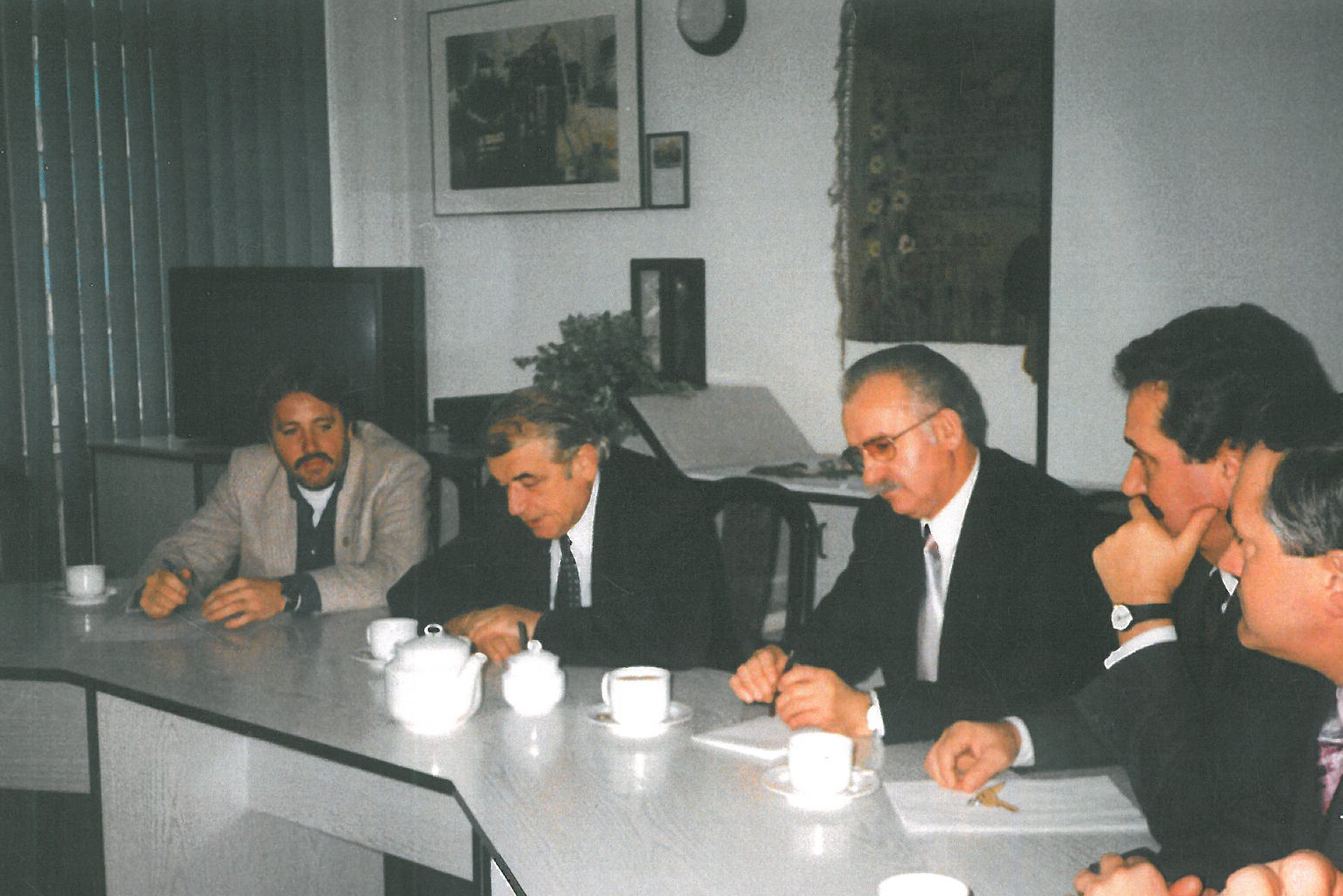
Spotkanie w Fundacji Rozwoju Kardiochirurgii przeciwko upadkowi śląskiego górnictwa. Od lewej: Krzysztof Dziadak, prof. Zbigniew Religa, Marian Jurczyk, Stanisław Kocjan. Zabrze 1996 r.

Krzysztof Dziadak  (ur. 16 sierpnia 1959 w Zabrzu) – polski działacz społeczny i związkowy, współzałożyciel ruchów ekologicznych na Śląsku. Od 1980 roku członek NSZZ „Solidarność”. W 1981 roku organizował Komitet Więzionych za Przekonania. W 1989 r. reaktywował wraz ze współpracownikami NSZZ „Solidarność”. W 1992 r. został członkiem Rady Konsultacyjnej ds. Polityki Społecznej przy Prezydencie RP Lechu Wałęsie.

## Życiorys
Dziadak był współorganizatorem licznych akcji protestacyjnych w obronie praw pracowniczych i ochrony środowiska. W stanie wojennym zajmował się m.in. kolportażem podziemnej prasy i wydawnictw niezależnych. W 1989 roku po ponownej rejestracji Solidarności został wiceprzewodniczącym KZ NSZZ „Solidarność” KWK Makoszowy, następnie stanął na czele Miejskiej Komisji Koordynacyjnej NSZZ „Solidarność” w Zabrzu, pracownik struktur Regionalnej Komisji Wykonawczej NSZZ „Solidarność” w Jastrzębiu-Zdroju. Trzykrotnie wybierany na Walne Zebrania Regionu Śląsko-Dąbrowskiego. Członek Komitetu Organizacyjnego Wyborów w Regionie Śląsko-Dąbrowskim w 1990 roku. W latach 1990–1993 współpracował w sprawach związkowych z ówczesnym przewodniczącym NSZZ „Solidarność 80”. W 1992 r. podczas górniczych protestów na Śląsku został przewodniczącym Międzyzakładowego Komitetu Strajkowego Przemysłu Węglowego zrzeszającego 20 kopalń węgla kamiennego. W 1994 r. nazwany przez śląską prasę „Niepokornym”. W 1995 r. wraz z prof. Zbigniewem Religą zaczął współtworzyć w Zabrzu Partię Republikanie i został wiceprzewodniczącym miejskiego koła tej partii. Działacz ruchu ekologicznego. Współzałożyciel „Polskiej Partii Zielonych Frakcja 91”, inicjator i organizator największej na Śląsku demonstracji przeciw degradacji środowiska naturalnego. Laureat narody Ogólnopolskiego Ruchu Zielonych w 2004 r. za działania proekologiczne. Organizator akcji „Sprzątanie Świata” i „Dzień Ziemi”. W 2001 roku nagrodzony przez organizatorów „Dni Ziemi” za kształtowanie świadomości ekologicznej wśród młodzieży. Obecnie współpracuje z organizacjami pozarządowymi.